# Чоарга
Чоарга (рум. Cioarga) — село у повіті Муреш в Румунії. Адміністративно підпорядковане місту Лудуш.
Село розташоване на відстані 278 км на північний захід від Бухареста, 37 км на захід від Тиргу-Муреша, 47 км на південний схід від Клуж-Напоки.

## Населення
За даними перепису населення 2002 року у селі проживали 229 осіб.
Національний склад населення села:
| Національність | Кількість осіб | Відсоток |
| -------------- | -------------- | -------- |
| румуни         | 131            | 57,2%    |
| цигани         | 77             | 33,6%    |
| угорці         | 21             | 9,2%     |

Рідною мовою назвали:
| Мова      | Кількість осіб | Відсоток |
| --------- | -------------- | -------- |
| румунська | 211            | 92,1%    |
| угорська  | 18             | 7,9%     |